# 十人十色/金魚の歌
『十人十色／金魚の歌』(じゅうにんといろ／きんぎょのうた)は、2019年6月25日に発売された女性アイドルグループ・BANZAI JAPANのシングルCD。アイドル専門レーベルのVictoria Beats×日本コロムビアの第3弾配給作品であり、BANZAI JAPAN初のメジャーリリース作品。

## 概要
「日本が持つ素晴らしい魅力」を世界に発信するため2014年に結成された“47都道府県天下統一アイドルユニット”BANZAI JAPANが、自主流通盤等を経て満を持して発表した初のメジャー配給作品。新曲の『十人十色』とライブで盛り上がる人気曲『金魚の歌』を両A面として、カップリング曲には同じくライブでの根強い人気を誇る「コノハナサクヤ姫」を収録している。
本作は2019年3月23日のミニワンマンライブ『三寒四温』にて発売決定が発表され、タイトルも公表された。ライブの既発表曲である『金魚の歌』（2018年8月の主催ライブ『夏BAN祭゛2018 IDOL WARS』で初披露）、『コノハナサクヤ姫』（2017年11月のスペシャルワンマンライブ『千人斬り』で初披露）の2曲と異なり、新曲『十人十色』は5月25日に開催されたミニワンマンライブ『一五一十』にて初めて披露された。『十人十色』はEDM風のミドルアップテンポのポップチューンで「個性」について歌われている。なお、「十人十色」はBANZAI JAPANの同年の活動テーマでもあり、10月12日に開催予定のワンマンライブの公演タイトルにもなっている 。

### 収録曲
マネージャー兼プロデューサーのOSmanは『十人十色』発注時の楽曲イメージについて「SADSの"TOKYO"をインスパイアした」としており、「また、全然ちげー曲あがってきてんじゃねーか！！！」と語っている。
「十人十色」についてはグループ初のミュージック・ビデオ（MV）制作が企画され、音楽専門クラウドファンディングサイトのmuevo上において2019年3月15日から同年4月30日までの間にかけてMV作成のためのクラウドファンディングが敢行され、目標を上回る支援が集まった。制作されたMVのエンドロールにはリターンとして支援者の名前が付されている。
「金魚の歌」はシンガーソングライターのすがわらあやの楽曲が元になっている。当時5歳くらいのすがわらの娘（次女）百萌ちゃんが緩和ケアを受けていたおばあちゃんのために歌ったフレーズをサビとして書き上げた。すがわら自身が施設へのボランティア慰問等で歌ってきたものをBANZAI JAPANの楽曲としてリリースするにあたり自ら一部書き直し、さらにRenn Saitoが編曲を施した。同曲には冒頭、児童（百萌ちゃん）の声で「きんぎょのうた」とタイトルコールが付くバージョンが存在する。CD収録版ではオミットされているが、iTunes等ダウンロードサイト・ストリーミングサイトでアクセス可能なものはこの音声が付随している。

## 発売形態
盤種はType-A（QARF10008）～Type-E（QARF10012）までの5種で、ジャケットカバーアートが異なっている以外、収録内容等はすべて同一である。
ジャケット上のタイトル表記はType-A,Bが「金魚の歌 c/w 十人十色 / コノハナサクヤ姫」、Type-C,D,Eが「十人十色 c/w 金魚の歌 / コノハナサクヤ姫」となっている。（背表紙タイトルは盤種によらずカタログ掲載上と同じ「十人十色／金魚の歌」となっている。）
また、発売と同時にiTunesやAmazon Music、OTOTOYなどの音楽配信サイトでもダウンロード配信が開始された。

## 収録曲
1. 十人十色
（作詞・作曲・編曲：Renn Saito）
2. 金魚の歌
（作詞・作曲：百萌／すがわらあや　編曲：Renn Saito）
3. コノハナサクヤ姫
（作詞・作曲・編曲：Renn Saito）
4. 十人十色（カラオケ）
5. 金魚の歌（カラオケ）
6. コノハナサクヤ姫（カラオケ）

## 参加メンバー
安原めい／皆戸理芳／朝日珠莉愛／藤崎ふみ／笹川ささ／仲山コマ／志田りん／菜花まりあ／春川愛美／佐藤樹姫／島田玲奈／藤崎しおり／藤谷つかさ／朝日奈ゆうみ／里中空／花城沙耶
なお、レコーディングには参加していないものの、2019年3月に候補生ユニットASHIGARU JAPANに加入した滝嶌愛梨が一部盤種において裏ジャケットに写真掲載されている。
また、本作の発売に係るリリースイベントでは、一部日程に卒業メンバー（元・東京都の伝道師）の中野向日葵が特別参加。パフォーマンス・特典会の双方に登場している。